# 七里泷
七里泷，又名桐江，是富春江自严州府（今杭州市建德市梅城镇）到桐庐县附近的的一处峡谷，全长23公里，两岸山形陡峭，群山如黛，江面狭窄，有富春江“小三峡”之称。自古以来有许多文人墨客描述此处景色，南朝有吴均作《与朱元思书》，唐有孟浩然作《宿建德江》，至元代黄公望绘《富春山居图》，即有此地景物。七里泷本是江中急流险滩，1968年富春江水电站建成后截断七里泷峡谷出口，七里泷也成为富春江航道的重要组成部分，计划在此江段建设通航隧道。

## 名字
根据宋《严州图经》，七里泷在城东四十里山峡之中，谚云：“有风七里，无风七十里“七里泷因此得名。“七里泷”的定义在今天存在两种说法：建德人将梅城乌石滩至严子陵钓台一段富春江江面称为七里泷；桐庐人则仅仅把严子陵钓台东侧的村庄（即现在的富春江镇）称作七里泷。